# 亨利·皮雷纳

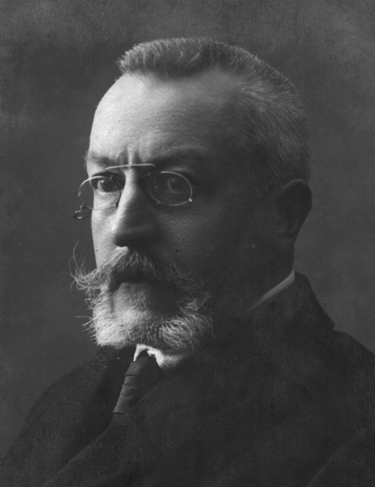
亨利·皮雷纳

亨利·皮雷纳（Henri Pirenne，1862年12月23日—1935年10月24日）比利时历史学家。

## 生平
曾用法语写作了多卷本的比利时历史，因此成为比利时的民族英雄。第一次世界大战期间参与反对德国的非暴力抵抗运动。1935年，亨利·皮雷纳病逝于比利时布鲁塞尔地区的于克勒。